# Paul Horan
Paul Horan O.Carm. (ur. 17 października 1962 w Drangan) – irlandzki duchowny rzymskokatolicki posługujący w Zimbabwe, od 2016 biskup Mutare.

## Życiorys
Święcenia kapłańskie przyjął 7 czerwca 1997 w zakonie karmelitów. Po czterech latach pracy w rodzinnym kraju został skierowany do Zimbabwe, gdzie kierował zakonnym postulatem i nowicjatem. W latach 2008–2016 był dyrektorem katolickiej szkoły w Rusape.
28 maja 2016 został prekonizowany biskupem Mutare. Sakry biskupiej udzielił mu 27 sierpnia 2016 abp Robert Ndlovu.